# Західна коричнева змія
Західна коричнева змія (Pseudonaja nuchalis) — отруйна змія з роду Несправжні кобри родини Аспідові.

## Опис
Загальна довжина досягає 1,5 м. Тонка, батігоподібна змія з вузькою головою. Дуже різноманітна за забарвленням, може бути від світло-коричневої до чорної, одноколірною або з низкою світліших поперечних смуг навколо тулуба, чорною головою й шиєю, або безліччю поперечних, вузьких темних смужок. Можливі також і комбінації всіх цих елементів.

## Спосіб життя
Полюбляє різні місцини — від лісових до трав'янистих, посипаних гравієм долин й пустель. Активна вночі. Харчується дрібними ссавцями, плазунами.
Це яйцекладна змія. У вересні—листопаді самиця відкладає від 11 до 38 яєць.

## Отруйність
Отрута містить нейротоксини, нефротоксини, тромбіни. Викликає головний біль, нудоту, біль у животі. Досить небезпечна для життя людини.

## Розповсюдження
Мешкає на більшій частині Австралії, крім крайнього південного заходу і південного сходу.